# AGM-183 ARRW

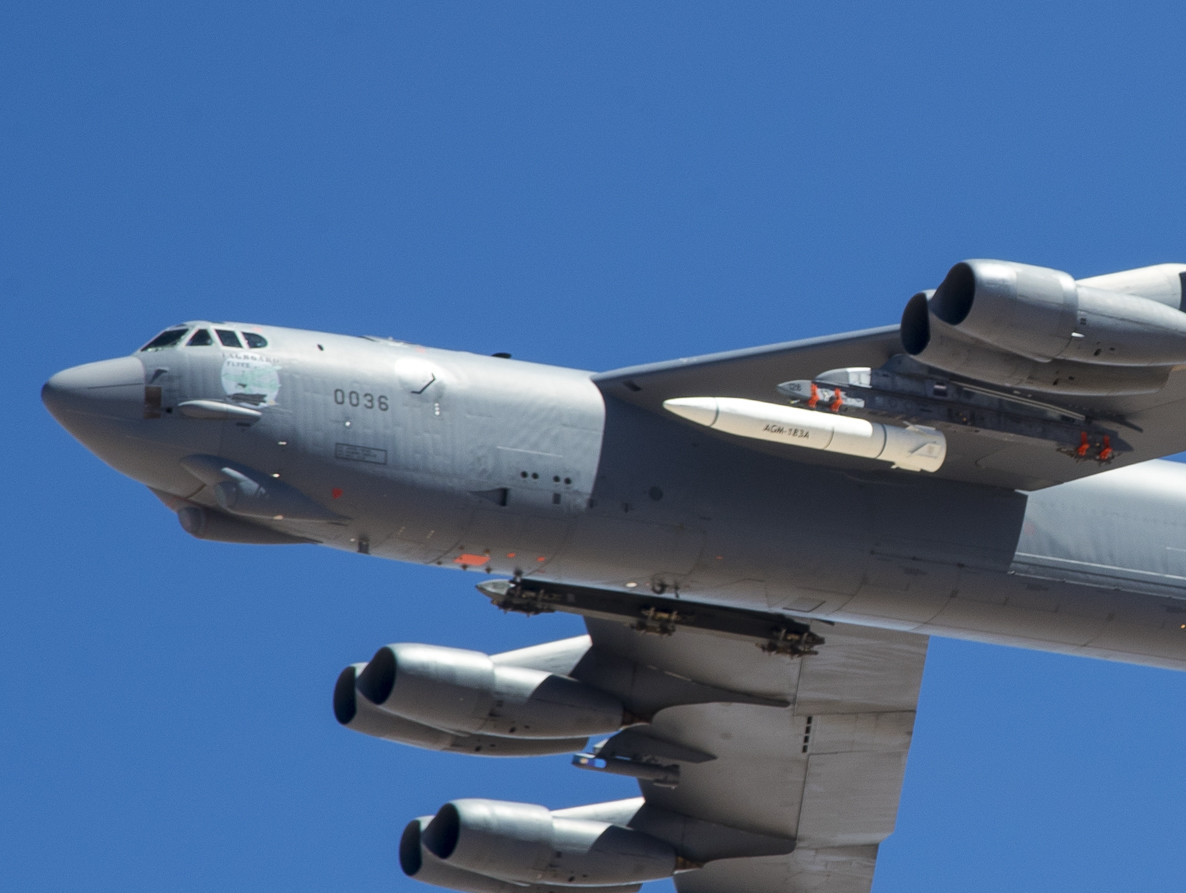
B-52 폭격기에 장착된 AGM-183A ARRW

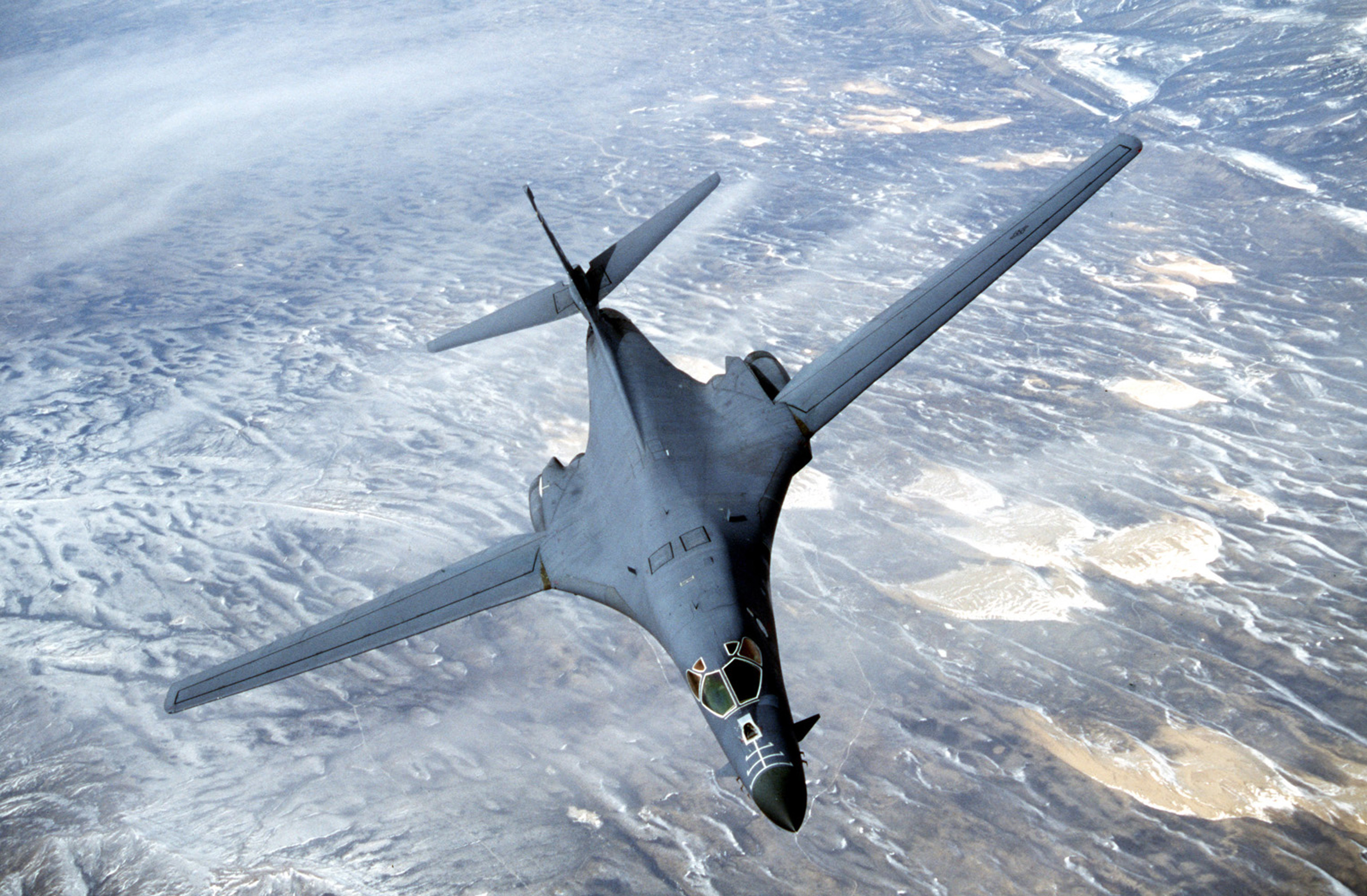
B-1B 초음속 전략 폭격기

AGM-183 ARRW(Air-launched Rapid Response Weapon)은 미국의 극초음속 미사일이다. 애로우(arrow)라고 발음한다.

## 역사
2018년 8월, 미국 공군은 4억 8000만 달러(6426억원, 2024년 2월 4일 환율 기준)에 록히드 마틴과 공대지 초음속 무기 개발 계약을 했다. 2019년 6월 B-52 폭격기에 장착해서 최초의 비행시험을 했다.
최고속도는 24,695 km/h(마하 20)이다.
2020년 5월 15일, 도널드 트럼프 대통령은 "우리는 지금 놀라운 군사장비를 개발하고 있다. 나는 그걸 기막힌 미사일(Super-Duper Missile)이라고 부른다"며 "기존 미사일보다 17배 빠르다고 들었다"고 말했다.
2020년 6월 13일, 트럼프 대통령은 이날 뉴욕주에 위치한 육군사관학교 웨스트포인트 졸업식에 참석, 연설을 통해 "현재 세계에서 가장 빠른 미사일보다 17배 빠르고 1천마일(1609 km) 떨어진 표적을 명중할 수 있는 극초음속 미사일을 구축하고 있다"고 말했다.
밥 우드워드는 최근 출간한 신작 '격노'에서 트럼프 대통령이 인터뷰 중 '이 나라에서 아무도 가져보지 못한 핵, 무기 시스템을 내가 구축했다. 푸틴도 시진핑도 들어보지 못한 것'이라고 자랑했다며, 소식통들이 이를 확인해주면서 트럼프 대통령이 이를 공개한 데 놀라워했다고 전한 바 있다.
2020년 9월 18일, 트럼프 대통령은 미네소타주 유세에서 북한 얘기를 하다가 "우리는 상상할 수 있는 가장 강력한 무기들을 갖고 있다"고 말했다. 트럼프 대통령은 "그들(러시아)은 기막힌 극초음속 미사일을 갖고 있다. 일반 미사일보다 5배 빨라서 난 기막히다는 표현을 쓰는데 우리는 그보다 훨씬 빠른 것을 갖고 있다"고도 했다.

## B-1B 랜서 초음속 전략 폭격기
파퓰러 메카닉스지는 미국 공군이, 2020년 4월 기준으로, B-1B 랜서 초음속 전략 폭격기의 내부무장창과 외부 파일론에 AGM-183A 31발을 장착할 것을 고려중이라고 보도했다.
B-1B는 초음속 비행능력 때문에, 한반도가 긴장이 되면, 즉시 동해로 출격하는 미국의 장거리 전략 폭격기이다.
B-1B가 배치된 괌의 앤더슨 공군기지에서 평양까지는 3400 km 거리인데, 애로우의 사거리는 1600 km 이기 때문에, 동해에 굳이 오지 않아도 발사가 가능하며, 일단 발사가 되면, 전세계 어떤 미사일 방어망도 애로우를 요격할 수 없다.
2010년 4월 8일 미국 오바마 대통령과 러시아 메드베데프 대통령이 체코 프라하에서 뉴 스타트 전략무기감축협정을 체결했다. 이에 따라 B-1B 핵폭격기의 수소폭탄을 제거하고 재래식 폭탄, 미사일만 장착하기로 하였다. B-52, B-2 스피릿에는 계속 수소폭탄을 탑재한다.
2020년 5월 21일, 미국은 러시아와 맺은 또다른 군축 합의인 '신전략무기감축협정'(뉴 스타트ㆍNew START)에도 부정적인 입장을 보여왔다. 버락 오바마 정부 때 체결된 이 협정은 미국과 러시아가 배치하는 핵탄두 수를 각각 1550기로 제한하는 내용이며 2021년 만료된다. 전문가와 분석가들은 미국이 러시아와 마지막 남은 핵무기 협약인 이 협정이 거의 연장되지 않을 것이라고 말한다고 CNN은 전했다.
2020년 8월 18일, 마셜 빌링슬리 미국 국무부 군축 담당 대통령특사는 세르게이 럅코프 러시아 외무차관과 전날부터 빈에서 열린 이틀간의 고위급 회담을 마치고 전화 언론 브리핑을 통해 뉴 스타트 연장을 위한 조건으로 ▲군축 대상에 러시아의 단거리 핵무기 추가 ▲검증 시스템 강화 ▲중국의 군축 협정 참여를 위한 틀 마련 등 3가지를 제시했다. 하지만 미국이 제시한 조건에 러시아 측이 난색을 표해 협상에 난항이 예상된다. 뉴 스타트는 미국과 러시아가 2010년 체결한 것으로, 기한은 2021년 2월이다. 뉴스타트가 연장되지 않을 경우 1972년 이후 처음으로 미국과 러시아 간의 핵 군축 관련 조약은 없어지게 된다.
뉴 스타트가 종료되면 B-1B 초음속 장거리 전략 폭격기에 핵미사일 탑재가 가능해진다.

## 핵탄두
트럼프 대통령은 이 무기가 북한에 대한 최신 핵무기라고 자랑했다. 애로우의 길이는 B-52 폭격기 사진 분석으로 대략 6.5 m로 추정되는데, 미국은 B-52 폭격기에 AGM-86 ALCM 핵순항미사일을 장착하기도 했었다. ALCM의 길이가 6.3 m이며, 150 kt W80 핵탄두를 장착했다. 사거리도 애로우와 비슷한 천마일이었다. 따라서, 애로우에 만약 핵탄두가 장착된다면, 150 kt W80 핵탄두일 가능성이 높다.
트럼프 대통령은 우드워드와 인터뷰에서 “나는 이전에 이 나라에서 아무도 갖지 못한 핵무기 시스템을 개발했다”고 말했다고 한다. 이어 “우리는 푸틴이나 시진핑이 들어본 적도 없는 것을 갖고 있다. 우리가 가진 것은 엄청나다”고 과시했다고 한다. 우드워드는 “나중에 익명의 관계자들로부터 미군이 보유한 새로운 기밀 무기 시스템에 대해 확인을 받았다”고 했다. 군사전문가들은 트럼프가 말했던 ‘새로운 핵무기 시스템’이란 북한 지도부나 군사 거점에 대한 초정밀 타격이 가능한 극소형 핵무기를 뜻할 수 있다고 분석했다.

## 주변국 동향
2018년 3월 1일 푸틴 대통령이 연례 국정연설에서 최초로 Kh-47M2 킨잘 미사일을 공개했다. 2017년 12월부터 실전배치되었다고 주장했다.
2020년 8월 5일, 정경두 국방부 장관은 대전 국방과학연구소(ADD) 창설 50주년 기념식에 참석해 극초음속 미사일을 개발하겠다고 말했다. 극초음속 미사일은 최고 속도가 마하 5(음속 5배)를 넘기 때문에 현재 기술로 미사일 방어가 불가능하다. 우리 군이 극초음속 미사일 기술을 개발 중이란 사실을 국방장관이 언급한 것은 처음이다.

## 제원
일반 특성
- 길이: 6.5 m
- 직경: 0.7 m
- 탄두길이: 1.7 m

성능
- 최고속도: 마하 20
- 사거리: 1000 마일(1609 km)
- 플랫폼: B-52, B-1B

## 같이 보기
- Kh-47M2 킨잘
- DF-ZF - 중국의 극초음속 활공 비행체
- 아방가르드 (미사일) - 러시아의 극초음속 활공 비행체
- AGM-183 ARRW - 미국의 극초음속 활공 비행체